# Нічия розділеним рішенням
Нічия розділеним рішенням (англ. Split draw) — вид суддівського рішення в деяких контактних видах спорту, таких як: бокс, кікбоксинг, мішані бойові мистецтва. Нічия розділеним рішенням означає, що один з трьох суддів віддав перемогу одному бійцеві, другий суддя - іншому, а третій суддя присудив нічию.
Приклади нічиєї розділеним рішенням: у березні 1999 року матч за титул Чемпіона Світу у важкій вазі між Евандером Холіфілдом та Ленноксом Льюїсом і у вересні 2013 матч за версією WBO у легкій вазі між Ріккі Бернсом та Раймундо Бельтраном.